# Fibulacaris
Fibulacaris fue un género monotípico de artrópodo himenocarino conocido solo por una especie, Fibulacaris nereidis, descubierta en el Esquisto de Burgess, del Cámbrico de Canadá

## Etimología
El nombre genérico viene del tipo de broche romano fíbula y de la palabra griega caris, "gamba"o "cangrejo"; mientras que el nombre específico nereidis, viene de las Nereidas, ninfas marinas de la mitología griega.

## Descripción
Fibulacaris era un animal mediano para la época, si bien la media de longitud era 12.74 mm, se conoce un ejemplar que alcanzó los 20.0 mm (ROMIP 65363). Fibulacaris se caracterizaba por un caparazón bivalvo con una tribuna invertida, que al contrario que en la mayoría de sus parientes cubría la gran mayoría del tórax, curvándose sobre la cabeza, como en un casco espartano. Poseía unos grandes ojos ojos pedunculados y apéndices homónimos. Se cree que pudo haber nadado del revés, como algunos crustáceos branquiópodos y cangrejos herradura .

## Clasificación
El análisis filogenético lo posiciona como un miembro bastante derivado de Hymenocarina.